# Gens Autrònia
La gens Autrònia (en llatí Autronia gens) va ser una gens romana de la que se sap que només va usar el cognomen Petus (Paetus). Apareixen al segle i aC i el primer que va obtenir el consolat va ser Publi Autroni Petus l'any 65 aC.